# Ancylistes bicuspis
Ancylistes bicuspis là một loài bọ cánh cứng trong họ Cerambycidae.